# Koncentracijski logor Jasenovac
Koncentracijski logor Jasenovac ili Sabirni logor Jasenovac bio je najveći koncentracijski logor i logor za istrebljenje u Nezavisnoj Državi Hrvatskoj (NDH) za vrijeme Drugog svjetskog rata. Logor je nastao kao rezultat genocidne politike nad Židovima, Srbima i Romima u Nezavisnoj Državi Hrvatskoj koju je 10. travnja 1941. godine, pod okriljem i neposrednim utjecajem nacističke Njemačke i fašističke Italije, proglasila Ustaška domovinska organizacija.
Koncentracijski logor Jasenovac bio je prvi sustavno izgrađivani logorski kompleks na teritoriju Nezavisne Države Hrvatske, jedini koji je neprekidno djelovao za cijelo vrijeme njezina postojanja, najveći po prostoru koji je zauzimao, po broju logoraša koji su kroz njega prošli kao i po broju žrtava koje su u njemu stradale. Bio je to višenamjenski logor: istovremeno koncentracijski (u njega su upućivani muškarci, žene i djeca iz svih krajeva NDH), prolazni (iz njega je dio zatočenika bio upućivan na prisilni rad u Njemačku i u druge logore u okupiranoj Europi), radni (»najveća tvornica« u NDH s besplatnom radnom snagom), kažnjenički (u njega se dolazilo i po presudi suda zbog izvršenog kaznenog djela) i vojni (u njemu su zatvarani zarobljeni partizani i pripadnici narodnooslobodilačkog pokreta, kao i domobrani i četnici). Uz sve nabrojano, Jasenovac je prije svega bio logor smrti kojem je osnovni zadatak bio istrebljivanje Srba, Židova i Roma te ostalih rasno neprihvatljivih manjina - Jasenovac je bio stratište za većinu onih koji su u njega ušli, a nisu se uklapali u pojam rasne čistoće (Židovi), ili su pripadali etnički manje poželjnim narodima (Srbi i Romi), kao i za protivnike ustaškog režima i članove njihovih obitelji, bez obzira na nacionalnu ili rasnu pripadnost (antifašisti, komunisti, članovi HSS-a i dr.).
Logor Jasenovac u svojem konačnom obliku bio je kompleks sastavljen od pet manjih logora osnovanim u kratkim vremenskim razmacima i prostirao se na ukupnom području od oko 210 km2 s obje strane rijeka Save i Une. Najveći pojedinačni logor bio je logor »Ciglana« (Sabirni logor br. III) u samom Jasenovcu, nekih 100 km jugoistočno od Zagreba. Kompleks je još uključivao i logore »Krapje« (Sabirni logor br. I), »Bročice« (Sabirni logor br. II), »Kožara« (Sabirni logor br. IV) i Staru Gradišku (Sabirni logor br. V), 30 km nizvodno od Jasenovca, stratišta duž desne obale rijeke Save kod Donje Gradine, pet radnih farmi kao i logor za Rome u Uštici, koji se nalazio nasuprot samog mjesta Jasenovca, između rijeka Save i Une.
Jasenovac je bio posebno »ozloglašen zbog svojeg barbarizma i broja žrtava«. Za razliku od nacističkih koncentracijskih logora koje su nazivali tvornice smrti, zbog industrijskog pristupa ubijanju kojeg su imali nacisti, posebnost Jasenovca je bila u tome što su ustaški krvnici svoje žrtve često ubijali neposredno, svojeručno i brutalno, tako da su žrtve Jasenovca u velikom broju stradale od noža, malja ili sjekire. Tijekom godina, dosta je logoraša bivalo otpušteno iz Jasenovca, a znatan broj je i pobjegao nakon čega su bili u prilici svjedočiti o strahotama tog logora.
Većina žrtava Jasenovačkog logora bili su etnički Srbi, državljani NDH, smaknuti u sklopu provođenja genocidnih zakona i zločinačke politike ustaške države. Osim njih, žrtve su bili i Židovi u sklopu holokausta, te u velikom broju Romi koji su također bili istrebljivani u skladu s rasnim zakonima preuzetim od nacista. Žrtve Jasenovca bili su i brojni Hrvati koji su bili politički protivnici ustaškog režima, antifašisti ili su kao partizani sudjelovali u borbi protiv istog te pripadnici iz redova drugih manjina koje su živjele na području NDH (Muslimani, Slovenci, Slovaci, Česi, Ukrajinci, Rusi, Talijani, Nijemci, Crnogorci, Mađari, Poljaci, Rumunji i Rusini), a koji su se nečim zamjerili ustaškom režimu. Tijekom Drugog svjetskog rata bilo je mnogo oprečnih izvješća i informacija o broju ubijenih tijekom nešto manje od četiri godine postojanja logora, a odmah nakon rata baratalo se procjenom od oko 700.000 ubijenih koja je kasnije, nakon provedenih neovisnih istraživanja, kako u Hrvatskoj i bivšoj Jugoslaviji, tako i u svijetu, svedena na realniju brojku od 80.000 do 100.000 žrtava pobijenih i umrlih unutar logorskog kompleksa Jasenovac.
Logor Jasenovac djelovao je sve do travnja 1945. godine, kada su ga oslobodile partizanske snage. Nekoliko dana prije dolaska partizana većina preostalih logoraša - njih nešto manje od 800 - pokušala je proboj, a samo njih 103 je u tom proboju uspjelo i pobjeći.
Danas se na mjestu Koncentracijskog logora Jasenovac nalazi Spomen područje Jasenovac zajedno za Memorijalnim muzejom koji su osnovani još 1968. godine na prijedlog Saveza udruženja boraca Narodnooslobodilačkog rata Socijalističke Republike Hrvatske »radi očuvanja trajne uspomene na žrtve fašističkog terora i borce Narodnooslobodilačkog rata stradale u Drugom svjetskom ratu u koncentracijskim logorima Jasenovac i Stara Gradiška, kao i radi očuvanja tekovina antifašizma«, što je svrha koju je potvrdio i Hrvatski Sabor 2001. godine.

## Pozadina
Nezavisna Država Hrvatska (NDH) je utemeljena 10. travnja 1941. godine, odmah nakon invazije sila osovine na Kraljevinu Jugoslaviju. NDH se prostirala na području današnje RH i današnje Bosne i Hercegovine uključujući i Srijem u današnjoj Srbiji. NDH je bila de-facto talijansko-njemački protektorat, budući da je svoje postojanje dugovala silama osovine koje su zadržale svoje okupacijske snage unutar granica te marionetske države za cijelo vrijeme njenog postojanja. Međutim, samo vođenje države bilo je povjereno ustašama, a državna uprava i vlada sastojala se gotovo isključivo od Hrvata, pod vodstvom ustaša.
Prije rata ustaše su bile ultra nacionalistička, fašistička, rasistička i teroristička organizacija koja se borila za nezavisnu Hrvatsku. Ustaška ideologija je bila protusrpska, ali također i antisemitska - u svojim sedamnaest »Načela hrvatskog ustaškog pokreta« (Pavelić 1933.) ustaše su promovirale vlastitu verziju poznate nacističke rasne ideologije krvi i tla (njem. Blut und Boden) iz koje je jasno kako svi oni koji »nemaju hrvatske krvi« (npr. Srbi i Židovi) neće imati nikakvu političku ulogu u budućoj Hrvatskoj državi. Pavelić je u pamfletu »Hrvatsko pitanje« kojeg je objavio još 1936. godine otvoreno i eksplicitno izražavao antisrpsku i antižidovsku mržnju, nazvavši Židove »neprijateljima Hrvatskog naroda«.

### Rasni i genocidni zakoni u NDH
Prve zakonske odredbe NDH nakon dolaska na vlast 1941. godine odražavale su prihvaćanje ideoloških odrednica njemačkog nacizma i talijanskog fašizma uz naglašavanje hrvatske nacionalne i državne posebnosti. Tako je već prva Zakonska odredba za obranu naroda i države od 17. travnja 1941. predviđala smrtnu kaznu za »povredu časti i životnih interesa hrvatskog naroda i opstanka NDH« i primjenjivala se retroaktivno. Ova Zakonska odredba postala je jedan od temeljnih akata na kojemu se zasnivala represivna vlast ustaškog režima, a uhićenja i suđenja su započela odmah nakon proglašenja. Ubrzo su je slijedile i druge: Zakonska odredba o rasnoj pripadnosti i Zakonska odredba o zaštiti arijske krvi i časti hrvatskoga naroda od 30. travnja 1941. godine, koja je i u samom nazivu povezivala pojam »krvi« s čašću nacije, te Naredba o ustrojstvu djelokruga rada rasnopolitičkog povjerenstva od 4. lipnja 1941. godine. Tim zakonima definiralo se tko je Židov, a svim pripadnicima ne-arijevskih naroda oduzeta su građanska prava, kao na primjer Židovima i Romima. Do kraja travnja 1941., mjesecima prije nego što su nacisti primijenili slične mjere u Njemačkoj, ustaše su uvele obvezu isticanja rasnih oznaka (obično Davidove zvijezde) svim pripadnicima židovskog naroda u Hrvatskoj. 10. listopada 1941. ustaše su donijele zakon o nacionalizaciji kojom su konfiscirale svu židovsku imovinu. Ustaše su donijele i mnoge druge rasne zakone usmjerene protiv Židova i Roma, koji su postali politička osnova za provođenje genocida nad tim narodima.
Što se tiče Srba, službena politika NDH je bila, prema riječima ustaškog ideologa Mile Budaka, »trećinu pobiti, trećinu protjerati, a trećinu pokatoličiti«, što mnogi povjesničari također nazivaju genocidom. Ustaše su ubrzo proširile svoju aktivnost i na sve one koji su izražavali nezadovoljstvo ustaškim režimom ili su bili osumnjičeni za članstvo u komunističkim organizacijama, bez obzira na nacionalnu ili vjersku pripadnost. Za provođenje navedenih zakonskih akata osnovani su, osim redovnih, i izvanredni, kao i pokretni prijeki sudovi sa širokim ovlastima, a pojedinačna, skupna i masovna uhićenja te deportacije Srba, Židova, Roma i Hrvata (u koje su ubrajani i svi muslimani), sa sudbenim presudama ili bez njih, uvjetovale su osnivanje, uz već postojeće, novih zatvora i logora.
Koncentracijski logori su i formalno legalizirani na osnovu zakonske odredbe br. CDXXIX-2101-Z-1941 koju je 25. studenog 1941. godine proglasio poglavnik Ante Pavelić, a potpisao ministar pravosuđa Mirko Puk (Narodne Novine br. 188 od 26. studenoga 1941.). Ovaj zakon je omogućavao uhićenje i prisilno zatvaranje nepoželjnih ljudi u radne logore, a time i stvaranje koncentracijskih logora u NDH.

### Početak ustaškog terora
Za više informacija vidi članak Kronologija ustaških zločina 1941.
Represija nad Židovima započela je odmah nakon uspostave Nezavisne Države Hrvatske. Na dan proglašenja, 10. travnja i dan poslije, 11. travnja 1941. ustaše su uhitile grupu poznatih zagrebačkih Židova i zatvorila ih tražeći otkupninu od njihovih obitelji. 13. travnja isto je napravljeno i u Osijeku, gdje su ustaše, potpomognute ruljom iz redova Volksdeutschera, domaće manjine njemačkog podrijetla, dodatno još i uništile osječku sinagogu, kao i oskvrnule židovsko groblje. Ovakav scenarij se ponavljao i u drugim hrvatskim gradovima tijekom cijele 1941. godine.[nedostaje izvor] Istodobno, ustaše su započele sa širenjem opsežne protužidovske propagande, a dnevne novine pod kontrolom ustaša su nastojale moralno i etički obraniti rasne zakone. Tako su zagrebačke novine Novi List pisale kako Hrvatski narod mora »možda budnije no i jedna druga etnička skupina štititi svoju rasnu čistoću, čuvati čistoću svoje krvi… Moramo čuvati svoju krv od židovske«. Kroz medije se radilo i na poticanju zavisti i animoziteta prema Židovskom narodu tvrdnjama da su Židovi živjeli na račun muke, žuljeva i bijede hrvatskog naroda i sličnim napisima po uzoru na naciste u Njemačkoj pa je tako Novi list objavio da su »židovskim prljavim trgovanjem, židovska poduzeća zgrtala u svojim blagajnama hrvatski novac i bezobzirno izrabljivala hrvatsku radnu snagu«.
Prvo masovno ubojstvo Srba zbilo se 28. travnja, kad su ustaše okupile i pogubile 196 Srba u Gudovcu kraj Bjelovara. Uskoro su uslijedili i drugi masovni zločini nad Srbima. Ovako je bosanski franjevac, mostarsko-duvanjski biskup, Alojzije Mišić, u pismu kojeg je 7. studenoga 1941. poslao nadbiskupu Stepincu opisivao zločine koje su ustaše počinile samo u prvih šest mjeseci rata nad pravoslavnim stanovništvom:

### Prvi koncentracijski logori
15. travnja 1941., samo pet dana od stvaranja NDH, ustaše su formirale prvi koncentracijski logor Danica, kraj Koprivnice. U Zagrebu su u svibnju 1941. okupili 165 židovskih mladića i djevojaka, članova i članica židovskog sportskog kluba Makabi te ih poslali u Danicu gdje su ustaše ubile sve osim troje koji su uspjeli preživjeti. Hrvatski povjesničar Zdravko Dizdar procjenjuje da je kroz logor Danica prošlo nekih 5.600 zatvorenika. Većinom su to bili Srbi, ali bilo je i Židova i hrvatskih komunista. Od 3.358 zatvorenika Danice koje je Dizdar uspio identificirati imenom i prezimenom, njih 2.862 (85%) ustaše su kasnije likvidirale u logorima Jadovno i Jasenovac. Većina njih su bili Srbi, ali bilo je i na stotine Židova te nešto Hrvata.
U lipnju 1941., ustaše su uspostavile novi sustav koncentracijskih logora koji se protezao od Gospića, preko Velebita, sve do otoka Paga. Ustaški izvori navode da su u te logore poslali 28.700 osoba tijekom ljeta 1941. godine. Od tih 28.700 osoba ustaški izvori pokazuju da ih se samo 4.000 vratilo kućama nakon što su Talijani prisilili ustaše da te logore zatvore i povuku se s tog područja jer su masovna ubojstva ustaša izazivala snažan otpor i revolt među domaćim stanovništvom. Nakon što su starosjedioci Talijanima prijavili zagađenje pitkih izvora zbog velikog broja leševa koji su trunuli po Velebitu, Talijani su poslali službu saniteta da provede istragu. Istraga opisuje veliki broj jama i masovnih grobnica u kojima je prema njihovim procjenama skončalo 12.000 ljudi. U koncentracijskom logoru Slana na otoku Pagu pronašli su masovnu grobnicu sa skoro 800 leševa, od kojih je većina pripadala ženama i djeci, od kojih je najmlađe imalo samo 5 godina. Većina žrtava u ovim logorima bili su Srbi, ali među njima je bilo i dvije do tri tisuće Židova.
Ustaše su, po svemu sudeći, tijekom proljeća i ljeta 1941. godine inicirale masovna ubojstva Židova u otprilike isto vrijeme kad su njemačke paravojne formacije, odredi smrti ili, kako su ih Nijemci nazivali, Einsatzgruppen, započele masovne likvidacije Židova u Istočnoj Europi i to mjesecima prije nego što su započela masovna ubojstva Židova u samoj Njemačkoj.

### Utjecaj nacističke Njemačke
Dana 10. travnja 1941. godine, podržana od nacističke Njemačke i fašističke Italije, proglašena je NDH i kao takva odmah je uvela političke doktrine kakve su vladale u tim državama, uključujući i rasne zakone po uzoru na one iz Njemačke. Jasenovac je značajno doprinosio nacističkom »konačnom rješenju Židovskog problema«, istrebljenju Roma kao i eliminaciji političkih protivnika, za što su logore u Europi koristili i Nacisti, ali je ustašama služio također i kao sredstvo za istrebljenje Srba koji su živjeli unutar Nezavisne Države Hrvatske.
Jasenovac je bio smješten u njemačkoj okupacijskoj zoni Nezavisne Države Hrvatske. Nacisti su odmah nakon proglašenja NDH poticali ustaške obračune sa Židovima i Romima, a pokazivali su i znakove podrške namjerama ustaša da istrijebe domaće Srbe. Nekoliko mjeseci nakon proglašenja NDH, u govoru kojeg je Adolf Hitler održao na sastanku sa Slavkom Kvaternikom koji je održan 21. lipnja 1941., Hitler je nedvosmisleno obznanio nacističke genocidalne namjere:
Na konferenciji u Wannseeu Njemačka je ponudila vladi NDH odvoz Židova prema jugu, ali je raspravljano o stvarnom značaju te ponude pošto su nacisti zaključili da »provođenje konačnog rješenja Židovskog pitanja nije ključan problem, s obzirom na to da su glavni aspekti ovog problema već riješeni radikalnim zahvatima koje je vlada poduzela«. Nacisti su na kraju ipak koristili mogućnost prebacivanja Židova u Auschwitz, ne samo zato što je istrebljenje tamo bilo lakše za provesti, već i zato što bi profit kojeg su zatvorenici stvarali svojim radom ostao u rukama Nijemaca, umjesto da bude prepušten ustašama i talijanskim fašistima. Logor Jasenovac postao je mjesto na kojem su Židovi, koji nisu mogli biti prebačeni u Auschwitz, bili zatvarani i ubijani. Iako su Židovi za Auschwitz bili većinom deportirani iz logora u Tenji, dvije masovne deportacije obavljene su direktno iz Jasenovca.
Za deportaciju Židova u koncentracijske logore u Njemačkoj bio je nadležan Hans Helm. U prosincu 1946. godine, zajedno s još nekoliko SS i Gestapovih dužnosnika, na suđenju u Beogradu osuđen je na smrt vješanjem. S njim su obješeni još i August Meyszner, Wilhelm Fuchs, Josef Hahn, Ludwig Teichmann, Josef Eckert, Ernst Weimann, Richard Kaserer i Friedrich Polte.

## Osnivanje i način rada logora
Eugen Dido Kvaternik bio je na čelu Ustaške nadzorne službe, policije kao i tajnih službi NDH i kao takav bio je zapovjednik svih logora te je u drugoj polovici 1941. osobno pokrenuo planiranje i gradnju Koncentracijskog logora Jasenovac. Tom prilikom je za zapovjednika logora imenovao satnika Vjekoslava Maksa Luburića koji je bio glavni i neposredni utemeljitelj i arhitekt logora koji je za tu namjenu prethodno bio obučavan od strane nacista u Koncentracijskom logoru Sachsenhausen, gdje je proučavao strukturu logora i načine sistematskog ubijanja ruskih ratnih zarobljenika, što je model kojeg je pokušao preslikati u Jasenovcu.
Pripremni radovi za osnivanje novog logora započeli su najkasnije 24. srpnja 1941. na močvarnom području u porječju rijeka Save i Une, u blizini sela Jasenovac, kada je Ravnateljstvo melioracionih i regulatornih radova naručilo drvo »za gradnju drvenih baraka u Jasenovcu«. Iako se spominje mjesto Jasenovac, prvi zatočenici dopremani su u Logor I, pokraj sela Krapje, i u Logor II, koji se nalazio u blizini sela Bročice. Ova prva dva logora ubrzo su rasformirana zbog čestih poplava rijeke Veliki Strug koje su onemogućavale rad zatočenika i boravak u logorima. Preživjeli zatočenici su u kolovozu 1941. preseljeni u novoosnovani Sabirni logor br. III, »Ciglana«, smješten nedaleko od mjesta Jasenovac, uz rijeku Savu, gdje su postojali svi potrebni uvjeti za prihvat većeg broja zatvorenika. Lokacija u samom Jasenovcu je po svemu sudeći odabrana jer se ondje već nalazio industrijski kompleks unutar kojeg je lokalni srpski poduzetnik Lazar Bačić još prije rata podigao ciglanu, elektranu, pilanu, tvornicu lanaca i ljevaonicu zvona. Vlasti NDH su taj industrijski kompleks oduzele obitelji Bačić početkom 1941. godine.
Uz ovaj najveći, a po svojoj funkciji centralni, postupno su formirani i drugi dijelovi logora: radna grupa Kožara (Sabirni logor br. IV), osnovana 1942. godine u samom mjestu Jasenovac, logor Stara Gradiška, drugi po veličini logor, smješten unutar objekta bivše kaznionice, te logorske ekonomije Mlaka, Jablanac, Gređani, Bistrica i Feričanci. Kompleks Jasenovac bio je podizan između kolovoza 1941. i veljače 1942, a prva dva logora (I i II) Krapje i Bročice su zatvoreni u studenom 1941. Logori Ciglana (Sabirni logor br. III), Kožara (Sabirni logor br. IV) i Stara Gradiška (Sabirni logor br. V) nastavili su funkcionirati sve do kraja rata.
Razne građevinske radove u logoru i oko njega su izvodili sami logoraši, a mnogi su radili i na ekonomijama na kojima su se u okolici logora uzgajale poljoprivredne kulture. Nešto bolji tretman su imali stručni radnici u Kožari (uglavnom su to bili Židovi), te oni u pogonima za proizvodnju vapna, cigli i lanaca, stolarskim radionicama, te u maloj elektrani. Upravi logora je očito bilo stalo da ti logoraši koji su imali stručna znanja osiguraju što veću i kvalitetniju proizvodnju. Svejedno, malo tko od njih je na kraju i preživio logor. Iz logora je bilo dosta pokušaja bijega, koji su samo ponekad bili uspješni - logoraše je čuvao i nadgledao garnizon od oko 1.500 ustaša. Iz logora je sveukupno uspjelo pobjeći oko 300 logoraša.
Ustaše su koristili zatvorenike i za razne administrativne i nadzorne poslove. Među voditeljima radnih grupa koje su obavljale grube fizičke poslove poput gradnje i održavanja nasipa prevladavali su logoraši koji su ranije bili kriminalci, a administrativne poslove koji su zahtijevali stručnost povjeravali su uglavnom Židovima.

### Uprava logora
Ovaj jedinstveni kompleks logora, uređen po uzoru na slične koncentracijske logore Trećeg Reicha, službenog imena »Ustaška obrana, Zapovjedništvo sabirnih logora Jasenovac«, bio je pod zapovjedništvom Ustaške nadzorne službe (UNS-a), specijalne policije u NDH, odnosno njenog Ureda III Ustaške obrane čija je funkcija bila osnivanje i organizacija te uprava i osiguranje logora. Među glavnim Jasenovačkim zapovjednicima bili su:
- Vjekoslav Maks Luburić. Nakon povratka iz egzila, Luburić je u svibnju i lipnju 1941. zapovijedao višestrukim masakrima stotina srpskih civila u Lici,[47][48] što je doprinijelo njihovom ustanku u Srbu, 27. srpnja 1941.[49] Nakon što je unaprijeđen u zapovjednika Ureda III ustaške obavještajne službe koja je nadgledala rad koncentracijskih logora, u rujnu 1941. otputovao je u Njemačku kako bi izučio njemačke koncentracijske logore koje je uspostavio SS, a koje je koristio kao uzor pri uspostavi i organizaciji logora Jasenovac.[50] Nakon ofenzive na Kozari u kojoj su Luburićeve snage poklale stotine srpskih civila,[48] a ustaše zatočile desetke tisuća u Jasenovcu, Luburić je »usvojio« 450 napuštenih srpskih dječaka, obukao ih u crne uniforme i nazivao »mali janjičari«.[51] Njegov pokušaj preobraćivanja srpskih dječaka u ustaše je propao jer je većina te djece u Jasenovcu pomrla od gladi ili bolesti.[51]

- Ljubo Miloš postavljen je za upravitelja logora u listopadu 1941. Vladko Maček, kojeg su ustaše zatočile u Jasenovcu, pisao je kako je jednom prilikom pitao Miloša plaši li se božje kazne za zločine koje je počinio u Jasenovcu. Miloš mu je odgovorio »Ništa mi ne govori! Ja znam da ću gorjeti u paklu za ono što sam učinio i ono što ću učiniti. Ali ću gorjeti u paklu za Hrvatsku«.[52] Puno zatvorenika je svjedočilo Miloševim zločinima, uključujući i slučaj kada se prvo pretvarao da je doktor pa bi zatim rasporio zatvorenike od vrata do trbuha.[53] Nakon što je poveo Jasenovačke čuvare na klanje i pljačku u obližnje srpsko selo Crkveni bok u listopadu 1942., Miloš je, na insistiranje Nijemaca kojima je selo bilo dio lanca opskrbe njihove vojske, bio formalno osuđen i zatvoren,[54] ali je uskoro i pušten na intervenciju Luburića.

- Miroslav Filipović bio je hercegovački fratar i ustaški kapelan, poznat i kao Tomislav Filipović i Tomislav Filipović-Majstorović. Filipovića je Luburić doveo u Jasenovac nakon što su ga kao ustaškog kapelana bili zatvorili Nijemci zbog njegovog sudjelovanja u masovnom pokolju oko 2.300 Srba u blizini Banje Luke u veljači 1942. godine, što je uključivalo i pogubljenje cijelog jednog razreda školske djece kojeg je Filipović osobno započeo tako što je prerezao grkljan jednoj djevojčici.[53] Napredovao je do pozicije zapovjednika Sabirnog logora br. III (Ciglana) na koje mjesto je postavljen u svibnju 1942., a od listopada upravljao je i Starom Gradiškom.[53] Zbog toga što je bio katolički fratar (isključen je iz franjevačkog reda u srpnju, zbog sudjelovanja u zločinima u veljači 1941.), zatvorenici su ga prozvali »Fra Sotona«, a svjedočili su njegovim brojnim ubojstvima zatvorenika, pa čak i djece.[53] Kasnije je na suđenju Ljubo Miloš krivio Filipovića za naređivanje masovnih ubojstava, a Filipović je pak krivio Luburića pravdajući se da mu je Luburić osobno naredio kako »Srbi moraju biti istrebljeni bez milosti«, dok je sebe prikazivao samo kao poslušnog sljedbenika.

- Ivica Brkljačić, student teologije i ustaški poručnik koji je Jasenovcem upravljao od ožujka 1943. do početka jeseni 1944. godine. U tom je razdoblju uslijed promjena politike vrha NDH bio na stanovito vrijeme umanjen teror prema Srbima, te su do rujna 1944. god. bili privremeno smanjeni grupni transporti zatočenika u Jasenovac.[55] U razdoblju njegovog upravljanja logorom logoraš Milko Riffer ne bilježi masovnih ubijanja, izuzev povodom jednog bijega grupe od 16 logoraša u kojem su ubijena 2 čuvara: tada su, izvješćuje Riffer, čuvari za odmazdu postrijeljali i poklali preko stotinu logoraša, a mnogo više ih je zlostavljano i zadobilo lomove kostiju uslijed prebijanja štapovima.[56]

Drugi pojedinci koji su upravljali logorom ili njegovim dijelovima u različitim razdobljima su Ivica Matković, Ante Vrban i Dinko Šakić.

### Etnički, politički i demografski sastav logoraša
Poimenični popis kojeg je izradilo Spomen područje Jasenovac među žrtvama navodi više od 56% Srba - 45.923 od ukupno 80.914 žrtve (pogledajte poglavlje o popisu žrtava). Ponekad, zatvorenici su ubijani čim bi priznali svoju etničku pripadnost srpskom narodu, a izvjesno je, sukladno rasnoj politici NDH, da je ubijanje najčešće bio i jedini stvarni razlog njihovog zatvaranja. Srbi su dovedeni u logor pretežno iz kozaračke regije gdje su ustaše zauzele područja koja su prije njih držali partizani. Dio zarobljenika je raspoređen kao radna snaga po Slavonskim selima, dio je otpremljen u Njemačku na prisilni rad, a dio je završio u Jasenovcu gdje su stigli bez ikakve sudske presude i većinom su žurno strijeljani. Vjerodostojne procjene ukupnog broja Srba stradalih u kompleksu koncentracijskih logora Jasenovac kreću se do broja od oko 60.000 žrtava.
Židovi, primarni cilj nacističkog genocida i Romi bili su po brojnosti druga i treća kategorija Jasenovačkih žrtava (ukupan broj ubijenih je sličan pa se ne zna točno kojih je pripadnika jedne ili druge etničke skupine više pobijeno, a različiti izvori navode različite, ali slične brojke).
Na početku rata, Židove su u Jasenovac slali nakon što bi ih iz svih krajeva NDH okupili u Zagrebu, a iz Bosne u Sarajevu. Ipak, neki su u Jasenovac slani i direktno iz manjih sredina. Većina likvidacija Židova u Jasenovcu zbila se prije kolovoza 1942. godine. Nakon kolovoza 1942., NDH je Židove deportirala u koncentracijski logor Auschwitz-Birkenau u današnjoj Poljskoj. Broj židovskih žrtava Jasenovca nije nikad točno utvrđen, ali procjenjuje se da je u Jasenovcu stradalo od 8.000 do 25.000 ljudi, što predstavlja i do dvije trećine od ukupnog broja Židova u Hrvatskoj prije Drugog svjetskog rata.
Romi, koji su uključivali i pripadnike Sinta, zarobljeni su uglavnom u različitim krajevima današnje Bosne i Hercegovine, a posebno na području Kozare. Dovedeni su u Jasenovac i zatočeni u Sabirnom logoru br. III (Ciglana) gdje su hrana, piće, smještaj i sanitarni uvjeti bili još lošiji nego u ostatku logora, gdje su ionako već bili ekstremno loši. Procjene broja likvidiranih Roma kreću se od 20.000 do 50.000 ubijenih.
U Koncentracijskom logoru Jasenovac također su bili zatočeni i ubijani antifašisti, politički i ideološki protivnici ustaškog režima. S njima su postupali kao i s ostalim zarobljenicima, ako izuzmemo komuniste, koje su ubijali odmah po dolasku. Neki zarobljenici - osuđene ustaše ili pripadnici policijskih snaga kao i drugi koji su bili nešto bliži ustašama imali su donekle povlašten tretman i znali su dobiti i amnestiju nakon što su odslužili dio kazne. Vođa od ustaša zabranjene Hrvatske seljačke stranke, Vladko Maček, bio je zatočen u Jasenovcu od listopada 1941. do ožujka 1942. nakon što je dugo držan u kućnom pritvoru.

### Žene i djeca
Od 83.145 poimenično navedenih žrtava koncentracijskog logora Jasenovac, njih više od polovica bile su žene (23.474) i djeca mlađa od 14 godina (20.101). Većina njih je bila zatočena u logoru Stara Gradiška, koji je bio dio Jasenovačkog kompleksa, a bio je za njih posebno namijenjen, kao što je slučaj bio i s povezanim logorima Jablanac i Mlaka, iako su djeca držana i u drugim ustaškim koncentracijskim logorima poput Siska i Jastrebarskog.
Prve skupine žena, političkih zatočenica, počele su stizati u logor Stara Gradiška krajem 1941. U transportu židovskih i romskih obitelji iz logora Jasenovac, bilo je i jedanaest političkih zatočenica. U početku su u Kuli, mračnom, vlažnom zdanju, zajedno bile smještene Hrvatice, Židovke, Srpkinje i Romkinje. Bolesti, glad, strah, mučenja, umiranja i ubijanja, prethodili su odvođenju žena na smaknuće. U ožujku 1942. ustaše su odvojili Hrvatice u tzv. Hrvatski ženski logor koji se sastojao nekoliko zgrada ograđenih bodljikavom žicom i visokim zidom. Iz njega nisu tako masovno i stalno odvodili žene na likvidacije i u njemu su zatočenice počele razvijati organizirani otpor uz uzajamno hrabrenje te skrb za bolesne i djecu.
Većina djece u logorima bilo je zarobljeno zajedno s desecima tisuća srpskih civila zarobljenih u njemačko-ustaškoj ofenzivi na Kozaru u lipnju i srpnju 1942. godine, nakon koje su roditelji poslani na prisilni rad u Njemačku, a djeca su bila razdvojena i smještena u ustaške koncentracijske logore. Već 9. lipnja 1942. god. za djecu bez roditeljske skrbi u Jasenovcu saznaje humanitarka Diana Budisavljević, koja je ubrzo povezala Hrvatski Crveni križ i Hrvatski Caritas u akciju spašavanja djece. Međutim, djeca su bila neuhranjena i smještena u prljave barake bez odgovarajuće skrbi pa se među njima već bila proširila zaraza dizenterijom. Tijekom narednih mjeseci mnoga su djeca smještena u bolnice u Zagrebu, a osobito u velikom prihvatilištu koje su u Jastrebarskom vodile časne sestre Milosrdnice, te su napokon uz sudjelovanje Katoličke crkve udomljena u obitelji diljem Hrvatske. Ipak, mnogo djece s Kozare ipak je umrlo u logoru u Staroj Gradišci prije nego što su ih uspjele preuzeti sestre Hrvatskog Crvenog križa.
Ni u dječjem logoru u Sisku, tj. »Prihvatilištu za djecu izbjeglica« osnovanom u kolovozu 1942. godine na nekoliko lokaliteta u Sisku, situacija nije bila mnogo bolja. Kroz to prihvatilište je narednih mjeseci, tj. do njegovog zatvaranja početkom siječnja 1942. god. prošlo, procjenjuje se danas, 5 do 7 tisuća djece, od kojih je od bolesti umrlo, ovisno o izvoru, od 1.152 do 1.631 djece.  Njemački General Edmund Glaise von Horstenau, bivši austrijski časnik i general njemačkog Wehrmachta, svjedočio je kasnije o stanju u »Prihvatilištu« na sljedeći način:

Užasni uvjeti u kojima su djeca držana u Jasenovcu opisala je jedna od ženskih zatvorenica Giordana Friedländer:
Zatvorenice Giordana Friedländer, Božica Stulić-Ptiček i Marijana Amulić opisuju i nezamisliv zločin koji se dogodio nešto poslije - u dio logora namijenjen djeci došao je ustaški bojnik Ante Vrban i naredio da se leševi mrtve djece iznesu iz prostorija u kojima su djeca bila zatočena. Potom je začepio otvore na prozorima papirom te je zatim, koristeći gas masku za osobnu zaštitu, u prostorije u kojima su djeca boravila ubacio otrovni plin Zyklon B i sve ih potrovao. Na suđenju u Zagrebu 1948. taj visokopozicionirani dužnosnik logora u Staroj Gradišci (koja je bila dio kompleksa sabirnog logora Jasenovca), priznao je ubojstva 63 djece plinom Zyklonom B.
Tijekom zime 1943./1944. broj zatočenica povećao se dolaskom većeg broja žena privedenih iz okolnih sela i ratom zahvaćenih područja. U jesen 1944. ženski logor bio je premješten u novu zidanu jednokatnicu u istočnom dijelu Sabirnog logora III Ciglana. Nada Salamon, preživjela zatočenica opisuje mučnu situaciju:
Osim djece zarobljene na Kozari, u razdoblju kada je djelovao Koncentracijski logor Jasenovac istrijebljene su gotovo sve romske žene s djecom koje su živjele u granicama NDH, kao i tisuće židovskih žena i djece.
Ukupno je, prema popisu JUSP Jasenovac, u Koncentracijskom logoru Jasenovac, zbog bolesti i izravnih ubijanja život izgubilo oko 20.000 srpske, židovske i romske djece do 14. godina starosti.

### Uvjeti života u logoru
Uvjeti života u Koncentracijskom logoru Jasenovac bili su slični uvjetima života u nacističkim koncentracijskim logorima: slaba ishrana, očajni uvjeti stanovanja i okrutno postupanje logorskih čuvara prema zatvorenicima. Kao i u mnogim logorima, stanje bi se privremeno popravilo kada bi u posjet došla kakva izaslanstva, kao na primjer novinarska grupa koja je posjetila logor u veljači 1942. ili delegacija Crvenog križa koja je u logoru bila u lipnju 1944., ali bi se stanje vratilo na staro čim bi izaslanstva napustila logor.
Sistematsko izgladnjivanje: tipično za logore smrti, prehrana u Jasenovcu je bila nedovoljna da zarobljenike održava na životu kroz dulji vremenski period. U logoru Bročice, zatvorenicima su u 6:00 sati za doručak davali »juhu« napravljenu od vruće vode i škroba, a grah za i za ručak u 12:00 i za večeru u 21:00. Hrana u Ciglani, Sabirnom logoru br. III, bila je na samom početku rada logora nešto bolja jer je umjesto graha sadržavala krumpir, međutim kasnije je prehrana promijenjena tako da su zatvorenici dobivali samo jedan dnevni obrok rijetke »juhe od repe«, koja je često bila obična vruća voda u kojoj su plivala dva ili tri lista kupusa. Do kraja 1942. prehrana se ponovo svela na tri obroka rijetke čorbe napravljene od vruće vode i škroba. Kako bi utažili užasnu glad, »ljudi su jeli travu i lišće, ali njih je bilo teško probaviti«. Posebna »poslastica« im je bio kakav uginuli pas, a bilo je i »slučaja jedenja izmeta - zatvorenici su iz izmeta pronađenoj u ustaškoj latrini vadili neprobavljena zrna graha«. Od gladi se u logoru počelo umirati već u listopadu 1941.
Nedostatak pitke vode: Jasenovac je po pitanju pitke vode bio i gori od drugih logora smrti - u logoru je općenito nedostajalo pitke vode. Zatvorenici su bili primorani piti vodu iz rijeke Save ili iz obližnjeg jezera.
Neadekvatan smještaj: U prvim logorima koji su podignuti - Bročice i Krapje, zatvorenici su spavali u drvenim barakama koje su imale krevete na tri kata, a bile su tipične i za druge logore smrti. Zimi su takve barake propuštale kišu i snijeg kroz krov i razmake među daskama. Zatvorenicima je u barakama voda često dopirala do gležnja. Zatvorenici koji bi umrli često su danima ostavljani u barakama prije nego što bi ih uklonili. U Sabirnom logoru br. III, u kojem je bilo smješteno oko 3.000 ljudi, zatvorenici su odmah nakon otvaranja logora često spavali po tavanima radionica, u skladištu nazivanom »Željeznički tunel« ili naprosto vani na otvorenom. Nakon kraćeg vremena podignuto je 8 drvenih baraka. Zatvorenici su za spavanje koristili njih 6, dok su dvije bile korištene kao »klinika« i »bolnica«, kamo su bolesni zatvorenici bili upućivani da umru ili odakle ih se vodilo na pogubljenje.
Prinudni rad: Kao i u svim koncentracijskim logorima, zatvorenici su tjerani na teški fizički rad u trajanju od oko 11 sati dnevno, sve pod nadzorom njihovih ustaških nadzornika koji bi ponekad svaku, pa i bezazlenu grešku ili propust, kažnjavali smrću. Radnu djelatnost nadzirale su ustaše Dominik Hinko Pićili (ili Piccili) i Tihomir Kordić. Pićili je imao običaj osobno bičevati zatvorenike kako bi ih natjerao da više rade. Podijelio je zatvorenike sposobne za rad u šesnaest grupa, uključujući grupu za građenje, zidanje, rad s metalima, poljoprivredu itd. Zatvorenici su se najviše bojali rada na izgradnji nasipa.
Loši sanitarni uvjeti: unutar logora vladala je prljavština i nedostatak sanitarnih uvjeta. Barake pune nametnika koje su i inače smrdjele zbog prepunjenih latrina bile su prepune smeća, krvi, izbljuvaka od povraćanja, ali i tijela mrtvih zatvorenika u raspadu. Zbog takvih uvjeta, zatvorenici su često obolijevali pa su tako zabilježene i epidemije tifusa, trbušnog tifusa, dizenterije i drugih zaraznih bolesti od kojih su zatvorenici, zbog nedostatka prave medicinske skrbi, često i umirali.
Oduzimanje osobne imovine: Zatvorenicima je odmah nakon dolaska u logor bila oduzeta sva osobna imovina, uključujući i odjeću koju je zamijenila odrpana zatvorenička uniforma. Zimi je zatvorenicima davana i kabanica, a bilo im je dozvoljeno izraditi i lagane sandale. Dobili su i posudu za hranu, zapremine 0,4 l u koju su dobivali porcije hrane. Zatvorenici koji bi izgubili posudu ili im je bila ukradena hranu ne bi dobili.
Psihološka tortura: Strah od smrti i paradoksalna situacija u kojoj su živi zatvorenici bili u stalnom dodiru s mrtvima imala je poguban psihološki utjecaj na logoraše. Sam proces prijevoza prilikom dolaska u logor izazivao je veliki šok za buduće zatvorenike, a odmah nakon dolaska taj šok su ustaše namjerno i uvećavale tako što su ubijale dio zarobljenika odmah po dolasku i privremeno smještali preživjele u skladišta, na tavane, u željeznički tunel ili na otvorenom. Nakon nekog vremena zatvorenički život ulazio bi u kolotečinu kojom su dominirale neprekidna tjeskoba i strah od bliske smrti, tuga i jad, iznurenost od fizičkih napora i stalna psihološka tortura. Strah od smrti bio je najizraženiji prilikom javnog kažnjavanja zatvorenika ili prilikom »odabira«, kada bi između postrojenih zatvorenika ustaše nasumično birale one koje će likvidirati za primjer drugima. Neki zatvorenici su svoju sudbinu prihvaćali pasivno, a neki su se organizirali u grupe koje su krale hranu od uprave logora, planirale bijeg i pobunu, kao i pokušavale komunicirati s vanjskim svijetom. Ipak, svi zatvorenici su pretrpjeli barem neki oblik teške psihološke traume: opsesivna razmišljanja o hrani, paranoje, priviđenja, sanjarenje ili nemogućnost kontrole mokrenja i stolice. Neki zatvorenici kao što su bili Ilija Ivanović, Dr. Nikola Nikolić i Đuro Schwartz, reagirali su tako što su nastojali dokumentirati brojna zlostavljanja koja su vršili stražari i uprava logora tako što bi ih ponavljali u sebi, da ih lakše upamte, pa su čak i zapisivali detalje i datume događaja koje su poslije skrivali, budući da je takvo što u logoru bilo kažnjivo smrću.

### Svjedočanstva zatvorenika o načinu života u logoru
Helena Pachl-Mandić, jedna od logorašica, ovako opisuje svakodnevicu u Jasenovcu:
Logoraš Milko Riffer svjedoči o životu u logoru deset dana nakon dolaska u Jasenovac:
Logoraš Bogdan Petković svjedoči 2015. godine o proživljenom u logoru u koji je doveden 5. listopada 1944. godine i u kojem je proveo 135 dana, nakon što je kao zarobljeni partizan liječen u domobranskoj bolnici:

## Jasenovačka kronologija

### Masovna ubojstva, mučenja i sistematsko istrebljivanje (ljeto 1941. do kraja 1942.)
Osim pojedinačnih ubojstava i smrti zbog loših uvjeta života, velik broj zatočenika koji su pristigli u Jasenovac bili su predodređeni za sistematsko istrebljivanje. Važan kriterij za odabir bilo je predviđeno trajanje zatvaranja svakog zarobljenika. Ljudi koji su bili jaki i sposobni za rad i čija je kazna bila manja od tri godine ostavljani su na životu. Svi zarobljenici s vremenski neodređenim kaznama ili kaznama od tri ili više godina bili su određeni za ubrzanu likvidaciju, bez obzira na njihovu fizičku spremu.
Hrvatski komunistički revolucionar, kasnije disident i antikomunistički emigrant Ante Ciliga koji je bio od prosinca 1941. do siječnja 1943. godine zatočen u Jasenovcu opisao je Jasenovac kao »veliki stroj za ubijanje« čija je svrha, baš kao i u Auschwitzu, bila »istrebljenje«, iako se po njemu, »taj balkanski Auschwitz posebno isticao primitivističkom okrutnošću«.  Uspoređujući Jasenovac sa Staljinovim sibirskim logorima, u kojima je Ciliga također bio zatočen, Ciliga navodi da ono što je tamo »vidio i proživljavao ni izdaleka nije dostizalo fizičke, materijalne užase kao u Jasenovcu«. Prema svjedočenju Jaše Almulija, bivšeg predsjednika srpske židovske zajednice, Jasenovac je bio logor kojeg su se zbog brutalnosti Židovi više bojali od njemačkih logora, čak i od Auschwitza.
Metode sistematskog istrebljivanja su varirale. Neka pogubljenja su bila mehanička, onako kako su to radili nacisti, dok su druga bila manualna. Mehaničke metode istrebljivanja su uključivale kremiranje te gušenje i trovanje plinom.
Ustaše su palile i leševe ubijenih, ali i žive zarobljenike koji su ponekad bili omamljeni ili besvjesni, a ponekad i pri punoj svijesti. Prva kremiranja zbila su se u pećima Ciglane u siječnju 1942. godine. Ustaški inženjer Dominik »Hinko« Pićili (Piccili) unaprijedio je tu metodu tako što je prepravio sedam ložišta peći za pečenje opeka u krematorije za spaljivanje ljudi.
Žene i djecu u Staroj Gradiški ustaše su ispočetka trovale ispušnim plinovima u za tu namjenu posebno modificiranim kamionima. Kasnije su tu metodu zamijenili stacionarnim plinskim komorama, po uzoru na nacističke logore smrti, u kojima su ustaše za ubijanje koristile Zyklon B i sumporni dioksid. Logoraš Jerko Gaon priča:

Ručne metode ubijanja uključivale su vješanja, ubojstva vatrenim oružjem, ali i ubojstva noževima, maljevima i sjekirama. Ubojstva su se izvršavala na raznim lokacijama unutar kompleksa logora Jasenovac i povezanih logora, ali i u okolici Jasenovca i obližnjim selima. Tako njemački general von Horstenau prepričava svoj očevid pokolja u obližnjem selu Crkvenom Boku kojeg su sprovele ustaše iz Jasenovca, dok su skupljali ljude za odvoz u Jasenovac. Taj pokolj nad srpskim življem je jedan od brojnih pokolja koje su ustaške postrojbe iz Jasenovca sprovele po okolnim selima:
Logoraš Egon Berger o ubojstvima djece i majki u Jasenovcu:
Hrvatski književnik Ilija Jakovljević, jedan od zatočenika, opisuje mučenje žeđu u podlogoru Stara Gradiška:
Logoraš Milko Riffer je opisao postupanje s Romima, masovna istrebljenja i druge zločine u Jasenovcu:

Joka Nikolić, preživjeli zatočenik, opisuje noćne likvidacije:

### Djelomično i postupno smanjivanje represije u logoru (potkraj 1942. do kraja 1943. godine)
Prema povjesničaru Ivi Goldsteinu, »u jesen 1942. zbog unutarnjih i vanjskopolitičkih okolnosti dolazi nešto što se zove mirna godina koja traje znatnim dijelom i 1943, kada izostaju masovne deportacije, a ima svega nekoliko masovnih ubojstava.« Naime, nakon smjene Dide Kvaternika potkraj 1942. i Luburić je maknut iz Jasenovca i premješten na druge dužnosti, što je označilo početak manje krvavog razdoblja u logoru. Nakon što za 1942. godinu Poimenični popis žrtava Koncentracijskog logora Jasenovac, kojega vodi JUSP Jasenovac, bilježi više od 56 tisuća imena žrtava, za 1943. godinu taj broj pada na nešto ispod 4 tisuće.
Da su masovna ubijanja u Jasenovcu uglavnom obustavljena dolaskom Ivice Brkljačića na mjesto zapovjednika u ožujku 1943. god. potvrđuju i poslijeratni jugoslavenski izvori. U knjizi pod nazivom  »Zločini u Logoru Jasenovac« koju je u Zagrebu 1946. god. izdala Zemaljska komisija Hrvatske za utvrđivanje zločina okupatora i njihovih pomagača takvu promjenu objašnjavaju porazom njemačke vojske u Bitki za Staljingrad na istočnom bojištu u tadašnjem Sovjetskom savezu. Isti izvor navodi da su se ustaški zločini ponovo intenzivirali u rujnu 1944. godine, nakon što su otkriveni planovi za pokušaj bijega iz logora, a još i više u listopadu kada su nakon oslobođenja Beograda i istoka tadašnje Jugoslavije ustaše pristupile likvidacijama preostalih zatvorenika.
Ipak i tijekom tog zatišja bilo je povremenih eskalacija surovosti, kako u svojoj knjizi »Grad mrtvih: Jasenovac 1943.« iznosi bivši logoraš Milko Riffer. On opisuje kako je početkom ožujka 1943. god. promijenjen zapovjednik logora, te kako je novi zapovjednik Ivica Brkljačić objavio da više neće biti terora. Potom su doista, bilježi Riffer, prestali svakodnevni teror i ubijanja, ali je hrana i dalje ostala vrlo loša. Logoraši su, kaže, ipak mogli primati pakete s hranom koje su slale njihove obitelji, što ih je uglavnom spašavalo od izgladnjivanja. Postupanje stražara i logoraša koji su bili zaduženi za disciplinu je i dalje bilo vrlo grubo, ali uglavnom bez ubijanja, za preostalo vrijeme dok Milko Riffer nije otpušten iz Jasenovca. U ljeto 1943. godine je ubijena veća grupa, prema Rifferovom sjećanju, od preko 100 logoraša za odmazdu zbog pogibije dvojice čuvara logora prigodom bijega grupe od čak 16 logoraša. Većina preostalih logoraša bila je tada premlaćivana čitavih 8 dana. Zapovjednik Ivica Brkljačić je prigodom tih ubijanja i premlaćivanja bio izvan logora, da bi poslije svojega povratka ponovno naredio obustavu brutalnosti i držao pred logorašima govore u kojima je tvrdio da su se sva ta kažnjavanja navodno dogodila bez njegovog naređenja, ali i uz prijetnju da će on morati napustiti dužnost ako disciplina u logoru ne bude uzorna, pa da će onda logoraši opet biti prepušteni takvom surovom tretmanu. Riffer ne izvješćuje da je Brkljačić kaznio bilo kojeg čuvara zbog tih ubijanja i surovosti.

### Povratak strogog režima i masovnih likvidacija (potkraj 1943. do proljeća 1945.)
Zločini su se krajem 1943. i 1944. god ponovo intenzivirali, navodi I. Goldstein. Naime, kako su saveznici i partizani napredovali i sve više ugrožavali ustaški režim, krajem 1943. Pavelić poziva Luburića u Zagreb i ponovo ga zadužuje za upravljanje logorom. Luburić tada za zapovjednike logora postavlja Dinka Šakića i ing. Picillija, nakon čega dolazi »do novih masovnih ubijanja, klanja i davljenja«, tako da su već u prosincu 1943. izvršene dvije veće likvidacije zatočenika iz Radne grupe III, Pilana. U Splitu je tijekom 1943., nakon kapitulacije Italije, već bila pohvatana većina splitskih Židova i preko Zemuna deportirana u Auschwitz, a u ožujku 1944. sve preostale splitske Židove, među njima u velikom broju i žene i djecu, odvode u Jasenovac, odakle se nitko od njih nije vratio 
Jedan dogadjaj iz svibnja 1944. se urezao u sjećanje prežvijelima: pijane ustaše su zaklale 20-godišnjeg logoraša, zagrebačkog studenta Ivicu Volnera, nakon što su ga odveli da im svira na nekoj svadbi. Tvrdeći da je Volner pokušao pobjeći, Dinko Šakić postrojio je zarobljenike i tražio od njih da nađu Volnerove suučesnike:
Ubrzo su uslijedile i druge likvidacije, a svjedoci navode kako je od rujna 1944. nastupilo najgore razdoblje našeg života u Jasenovcu ...masovne likvidacije žena i muškaraca bile su svakodnevna pojava. Te jeseni 1944. naš ženski logor u Jasenovcu brojio je stalno oko 500 do 1000 žena, jer su svakodnevno dolazili novi transporti, a svako je veče prozivano 100 do 200 žena za likvidaciju. U muškome logoru, od kraja rujna pa do Nove 1945. godine odvodili su svake noći po 200 i više zatočenika na Granik ili u Gradinu, gdje su ih ubijali i bacali u Savu. Pristizanjem novih zatočenika, samo u rujnu 1944. broj zatvorenika popeo se s 2500 na 8000, a kad je »koncem 1944. prestalo masovno ubijanje, u logoru je od 8000 bilo ostalo još 1800 zatočenika, ne računajući one, koje su po danu dovlačili, a na večer ubijali«. Prema poimeničnom popisu JUSP-a, preko 12 000 logoraša pobijeno je u 1944. pa sve do travnja 1945., velika većina nakon rujna 1944.

### Neuspjeli pokušaj proboja tijekom 1944. godine
U ljeto 1944. godine logoraši iz redova narodnooslobodilačkog pokreta su detaljno isplanirali organizaciju proboja. U logoru su formirane takozvane »trojke« koje su u određenom trenutku trebale napasti stražare. Ove trojke bile su naoružane kriomice izrađenim oružjem proizvedenim ilegalno u jasenovačkoj radionici »lančari«. Radilo se o malim puškama koje su se mogle sakriti ispod košulje. Prodor je trebalo biti izveden tako da jedna partizanska jedinica napadne Bosansku Dubicu i privuče glavninu ustaške vojske iz Jasenovca. Tada bi trojkama izvršili napad na preostale ustaše, oslobodili ostale zatvorenike i preplivali Savu, s namjerom spajanja s jedinicama NOVJ na bosanskoj strani.
Međutim, početkom jeseni 1944. uhvaćena je veza NOP-a u Bosanskoj Dubici. Tako je nastala »provala« u logoru i oko trideset logoraša odvedeno je u jasenovačku »zvonaru«, zatvor sa samicama unutar logora, gdje su zarobljenici intenzivno mučeni, što opisuje zatočenica Nada Salamon:
Sljedeće večeri je Maks Luburić, glavni zapovjednik logora, objavio: »Svi uhapšeni osuđeni su na smrt vješanjem, javno pred čitavim logorom!« Pred velikim brojem okupljenih logoraša izvršeno je vješanje tridesetorice zatvorenika kao i strijeljanje dr. Mila Boškovića. Prema pričama logoraša, Dinko Šakić, zadužen da strijeljanje Boškovića mu je tom prilikom naredio: »Klekni, da pucam u tebe!« Bošković je uzvratio: »Pucaj, Crnogorac ne umire klečeći!«
U narednom periodu veliku nadu logorašima su pobudile razmjene zarobljenika s partizanima koje su postale učestale pa je i tako jedan dio aktivista i boraca NOP preživio Jasenovac.

### Proboj logoraša 22. travnja 1945.
Nakon savezničkih bombardiranja logora u ožujku i travnju 1945. godine, u kojima su uništeni mnogi objekti unutar logora, Vjekoslav Maks Luburić, zapovjednik Ustaške obrane, naredio je da se likvidiraju svi zatočenici, a logor minira, kako bi se prikrili svi tragovi zločina. Velik dio žena ubijen je u posljednjoj likvidaciji u travnju 1945. Posljednja grupa od 700 žena likvidirana je u predvečerje 21. travnja. Noću, s 21. na 22. travnja dio posljednjih preostalih muških zatočenika odlučio se na očajnički pokušaj proboja iz logora, sluteći da će i oni biti sutra ubijeni. Nakon što su u večernjim satima izdvojeni i odvedeni svi grupnici, panika i strah među zatočenicima bivali su sve veći. I dok su logorom odjekivale eksplozije, nekoliko desetaka zatočenika među kojima Ante Bakotić, Čedomil Huber, Dragutin Škrgatić, Pavao Kulaš i dr. Krstić dogovorili su se o pokušaju proboja iz logora. Usvojili su plan prema kojem bi se na svaki od četiri izlaza postavile desetine najodlučnijih ljudi, koje će istovremeno razvaliti sva vrata i bježati prema izlazu iz logora.
U kišovito nedjeljno jutro 22. travnja 1945. u oko 10 sati ujutro na povik Ante Bakotića: “Naprijed drugovi”, desetine su razvalile vrata. Oko 600 zatočenika pojurilo je prema 150 metara udaljenim logorskim vratima. Mitraljeska vatra s logorskog zida svakim je trenom smanjivala broj onih koji su trčali prema slobodi. Mile Ristić, uhvaćen i zarobljen kao partizan na Kozari, golim je rukama zadavio jednog od stražara, oduzeo mu mitraljez i otvorio vatru po ustašama, štiteći ostale zatočenike. U metežu bijega Edo Šajer presjekao je telefonsku žicu i time spriječio dolazak ustaškog pojačanja.
Od 600 logoraša koji su izvršili proboj, preživjelo je manje od sto ljudi. Postoje različite brojke zatočenika koji su preživjeli proboj: najviše 107 zatočenika, potom 92 ili 89 zatočenika, a prema nekim sjećanjima preživjelih, spasilo se »svega 72 druga«. Svi ostali našli su smrt na putu od logorske zgrade do logorskih vrata, na cesti, u hladnoj nabujaloj rijeci Savi, na livadama oko logora i prilazima šumi kod Košutarice. Oko 470 bolesnih, starih i nemoćnih zatočenika nije sudjelovalo u proboju, a nitko od tih zarobljenika koji nisu mogli bježati nije preživio da svjedoči o njihovoj sudbini.
Isti dan, samo nekoliko sati kasnije, započeo je i proboj zatočenika iz Kožare. Od njih 176 spasilo ih se samo 11.
Preživjele logoraše su ustaše uglavnom pobili, njih 8 se sakrilo u ruševinama pogona »Ciglana«, a 30 ih je preživjelo jer su ih ustaše povele sa sobom kao osoblje bolnice i automehaničarske radionice. 14 logoraša koji su bili u samom mjestu Jasenovac bilo je pušteno.

### Pokušaji prikrivanja zločina (travanj i svibanj 1945.) i oslobođenje logora
Baš kao i nacisti i njihov Sonderaktion 1005, kojim su pokušali organizirano prikrivati zločine ekshumacijom i spaljivanjem posmrtnih ostataka ubijenih logoraša onda kad su naslutili da će izgubiti rat i ustaše su pred kraj rata na isti način nastojale prikriti dokaze svojih zločina u Jasenovcu. Među nekolicinom preživjelih logoraša barem četvorica - Miroslav Trautman, Karl Weiss, Walter Grünn i Egon Berger - svjedočili su kako su ustaše iskapale leševe iz masovnih grobnica i palili ih kako bi prikrili tragove. Tako Walter Grünn opisuje:
Zapovjednici koncentracijskog logora Jasenovac, Miroslav Filipović i Ljubo Miloš, potvrdili su na suđenju kako su dobili naredbu da u potpunosti unište sve dokaze o masovnim grobnicama u Jasenovcu, a Miloš je opisao i postupak:
Ovakvo masovno spaljivanje leševa u svrhu prikrivanja dokaza potvrdila je i poslijeratna komisija koja je izvodila selektivna iskopavanja prilikom kojih je na mnogim mjestima nađen »pepeo i nagoreni ostaci kostiju«, iako su pronađene i neke netaknute masovne grobnice.
Nedugo nakon proboja, u napušteno mjesto Jasenovac i nedaleko njega razoreni logor, 2. odnosno 3. svibnja 1945. godine, prve su ušle streljačke čete 1. bataljuna 4. srpske brigade XXI. narodno-oslobodilačke udarne divizije Jugoslavenske armije. Bataljunu koji je ušao u Jasenovac dan je zadatak da sačuva tragove zločina do dolaska državne komisije za utvrđivanje zločina okupatora. Prvi uviđaj o zatečenom stanju u Sabirnom logoru Jasenovac III Ciglana, u Gradini i Uštici, obavila je Okružna komisija za utvrđivanje zločina okupatora i njihovih pomagača iz Nove Gradiške, 11. svibnja 1945. godine. Anketna komisija Zemaljske komisije Hrvatske za utvrđivanje zločina došla je u Jasenovac 18. svibnja 1945. Podatke o izgledu, organizaciji rada, svakodnevnom životu i posljednjim danima postojanja logora, Komisiji su dali preživjeli logoraši i sudionici proboja. Mjesec dana kasnije, 18. lipnja, kada se rijeka Sava povukla u svoje korito, Zemaljska komisija Hrvatske obavila je i treći uviđaj.

## Reakcije suvremenika na logor i počinjene zločine

### Partizanske reakcije
Vrhovni štab NOVJ na čelu s Josipom Brozom Titom bio upoznat s podacima o karakteru i strahotama počinjenima u koncentracijskom logoru Jasenovac. Logorski partijski komitet koji je s više ili manje uspjeha djelovao tijekom gotovo cijelog perioda postojanja koncentracijskog logora Jasenovac, održavao je na različite načine tajne veze s partijskim organizacijama na terenu (preko OK KPH Nova Gradiška), izvještavao o stanju u logoru, potrebama logoraša i pripremao akciju samooslobađanja logoraša do koje bi došlo prilikom eventualnog partizanskog napada na logor. Upravo stoga Tito je vlastoručno 31. ožujka 1942. izdao naredbu da se ispita mogućnost napada na Jasenovac iz pravca bosanske Krajine i Slavonije do kojega nikada nije došlo. U naredbi između ostalog piše:
Ne znajući za tu Titovu naredbu, Kozarački partizanski odred pokušao je 1942. godine napasti logor, ali je Sava bila nesavladiva prepreka. Ipak, uza svu volju i pokušaje partizanskih jedinica, to se nikad nije dogodilo zbog nepristupačnosti terena i jakih utvrđenja logora, ali je u ljeto 1943. godine Protučetnički bataljun VI. Slavonskog korpusa pod vodstvom Čede Grbića, uz pomoć Hrvata iz prisavskih sela u napadu na Jasenovac uspio spasiti četrdeset židovskih logoraša.
Josip Broz Tito u Jasenovcu je bio dva puta. Prvi put odmah poslije rata, 1945, kad na tom mjestu nije bilo ničega osim ruševina koje su raščišćavane. Uz njega je tada bio Ivan-Stevo Krajačić, tadašnji ministar unutrašnjih poslova Hrvatske. Drugi put Tito je u Jasenovcu bio između 10. i 11. kongresa SKJ. U društvu s njim bili su Edvard Kardelj, Miloš Minić i Dušan Dragosavac. Tito je tada položio cvijeće pred Bogdanovićev spomenik. Dogovoreno je da se o njegovoj posjeti ne izvještava kako ga novinari ne bi salijetali i tražili da se izjašnjava o broju jasenovačkih žrtava.

### Reakcije katoličke crkve
Zagrebački nadbiskup Alojzije Stepinac je isprva nazvao rasne zakone »potrebnim« te je samo tražio da se iz njih izuzmu konvertiti na katoličanstvo. Kasnije, kad je čuo da se »nečovječno i okrutno postupa s nearijevcima« prigodom deportacija i u samim logorima, te da »nijesu izuzeta ni djeca, ni starci, ni bolesnici«, Stepinac piše Paveliću da ustaše mogu postići »potpuni učinak«, ako šalju Židove u logore »na humaniji način.« Povodom pogubljenja sedam katoličkih svećenika u logoru 1943. godine piše poglavniku NDH Anti Paveliću: »Ovo je sramotna ljaga i zločin, koji vapi u nebo za osvetom, kao što je i čitav jasenovački logor sramotna ljaga za Nezavisnu Državu Hrvatsku. Čitava javnost, a napose rodbina ubijenih traži zadovoljštinu, odštetu, izvođenje krvnika pred sud. Oni su najveća nesreća Hrvatske.« Stepinac je također poručio Paveliću: »Ne može se istrijebiti sa zemlje Cigane ili Židove, jer ih se smatra inferiornom rasom«, te je pokušao spasiti pojedine Židove iz Jasenovca. Tako je na primjer intervenirao za bečkog Židova, Dr. Ladislava Bodnara, te Židove Vladimira Rosenberga i Hansa Hochsingera. No unatoč tome, ustaše su ubile sve troje u Jasenovcu. U zimu 1941. – 1942., nakon što je zagrebački židovski trgovac, Hahn, opisao Stepincu kako su ga ustaše krvnički premlatile i ranile u Jasenovcu, Stepinac mu odgovorio: »Ja sam od Pavelića već tražio da se dokinu ta zvjerstva po logorima, no on me je uvjeravao da su to neistine što se priča o logorima. Sada me, ali nitko neće razuvjeriti.«
1942. Stepinac imenuje don Juru Paršića za jasenovačkog župnika, uz opomenu da se tamo “odigravaju strašne stvari”. Kao župnik, Paršić je ispovjedao jasenovačke ustaše, te se pitao, »ima li među tim mladim ljudima nekoga, koji nije na bilo koji način svoje ruke – okrvavio!' Tako se barem govorkalo, ali ja nisam vjerovao.« Paršić je informacije dobivao ne samo od ustaša, nego i od svojih vjernika. »Bili su izvanredno upućeni u sve, što se iza 'žice' odigravalo. Mnogi su od njih imali svoju djecu ili muževe ili očeve u ustaškim jedinicama i onda se zna otkuda su crpili svoje znanje i o najtajanstvenijim događajima...Čak su i djeca znala više nego što bi trebala znati«. Navodi kako su kod njega intervenirali mnogi Hrvati i ne-Hrvati ne bi li spasili svoje drage iz logora, no on je bio nemoćan. Paršić je Stepincu »u tančine pričao sve što je do tad u Jasenovcu bio čuo ili doživio... Nikad još u životu nisam imao 'pažljivijeg đaka'. Zapisivao je pomnjivo sve. I na kraju, to se ne može zaboraviti, na papir, koji je bio do kraja ispisan, pala je suza.« Paršić navodi da su prema njegovoj procijeni ustaše istrijebile 30.000 do 40.000 ljudi u Jasenovcu.
S druge strane, Jozo Tomasevich navodi da je veliki dio hrvatske Crkve podržavao ustaške vlasti sve do kraja, te da sam Stepinac nikada nije izgovorio nijednu javnu riječ osude genocide nad Srbima, najbrojnijim žrtvama ustaškog terora i Jasenovca, što »se ne može obraniti sa stajališta humanosti, pravde, niti uobičajene pristojnosti.« Stepinac je isprva rasne zakone nazvao »potrebnim«, te tražio samo da se iz njih izostave Židovi koji su prešli na katoličanstvo. Također isprva se nije susprostavio deportaciji Židova u ustaške koncentracijske logore, već je samo tražio da ih šalju na »humanije« načine. Poslije, mnoge njegove intervencije da izvuče pojedine Židove iz Jasenovca su bile neuspješne. Diana Budisavljević piše da je Stepinac dugo vremena bio nevoljan pomoći joj izvući srpsku djecu iz Jasenovca i drugih logora. Kad je napokon javno progovorio, ogromna većina Židova je već bila istrijebljena, i u nijednoj javnoj osudi Stepinac nikada nije osudio Ustaše imenom. Sarajevski biskup Ivan Šarić izravno je zagovarao Holokaustu, kad je u svom biskupskom listu objavio »oslobađanje svijeta od Židova je pokret za obnovu čovječanstva.« Američki povjesničar Robert, McCormick, piše da »unatoč [Stepinčevom] stiskanju ruka, nastavio je biti prešutni suradnik NDH. Više puta se pojavljivao u javnosti s Poglavnikom i priređivao Te Deume tijekom godišnjice osnivanja NDH. Njegov propust da javno osudi ustaška zlodjela u ime NDH, bio je ravan prihvaćanju Pavelićeve politike.« Stepinac je slavio Te Deum za NDH i 10. travnja 1945. dok je isti NDH još uvijek imao na snazi Rasne zakone, te je upravo sprovodio zadnje masovne likvidacije u Jasenovcu.

## Broj žrtava logora
Službeni podaci Spomen područja Jasenovac govore o 83.145 poimenično nabrojane žrtve, a istraživači tog centra iznose procjene od 80.000 - 100.000 ukupno ubijenih osoba s čime se ugrubo slažu i neovisni međunarodni izvori. Tako brojku od najmanje 85.000 žrtava navodi Centar Simon Wiesenthal (projekt Operation Last Chance), dok United States Holocaust Memorial Museum u Washingtonu spominje broj od 77.000 – 99.000 žrtava.

### Procjene od sudionika zločina suvremenika iz doba Drugog svjetskog rata
Dokumentacija o Jasenovcu potječe iz različitih izvora s različitih strana rata u bivšoj Jugoslaviji - ustaški izvori, njemački, talijanski, te izvori partizana i saveznika s druge strane. Također, sačuvana je i dokumentacija koje je o Jasenovcu sačinio Vatikan.

#### Ustaški izvori
Ustaše su za vrijeme rata imale običaj namjerno pretjerivati u procjenama broja ljudi koje su pobili. Vjekoslav Maks Luburić, glavni zapovjednik svih ustaških logora, hvalio se velikom »efikasnošću« Jasenovačkog koncentracijskog logora na jednom prijemu 9. listopada 1942. godine. Za vrijeme banketa koji je uslijedio, Luburić je izjavio:
U cirkularnom pismu ustaškog glavnog stožera je navedeno: »sabirni i radni logor u Jasenovcu može primiti neograničen broj zatvorenika«. Miroslav Filipović, nakon što su ga uhvatili partizani, priznao je da je za vrijeme tri mjeseca njegovog upravljanja logorom pobijeno 20.000 - 30.000 ljudi. To njegovo priznanje ocijenjeno je pokušajem umanjivanja broja žrtava budući da su za vrijeme njegovog zapovijedanja logorom u ljetu i ranoj jeseni 1942. godine, prema procjenama većine povjesničara, ustaše istrijebile čak 25.000 - 27.000 Roma, skoro sve koji su postojali u Jasenovcu, bez da se broje druge žrtve koje su također tada masovno ubijane.
Zapovjednici koncentracijskog logora Jasenovac, Miroslav Filipović i Ljubo Miloš su pred sudom posvjedočili kako je pretkraj rata izdana naredba o uništenju dokaza o masovnim grobnicama u logoru Jasenovac koju su provodili tako što su prisilili preostale zatvorenike da iskopaju i zapale leševe što je slično onome što su radili nacisti u Njemačkoj kako bi prikrili prirodu i obim svojih zločina.

#### Njemački izvori
Prema njemačkom izvještaju iz veljače 1942. godine, sačinjenom nakon obilaska, stanje u logoru opisano je kao besprijekorno:
Njemački kapetan, Arthur Haeffner, koji je bio prisutan prilikom obilaska, kasnije je napisao da je obilazak bio organiziran »u propagandne svrhe« za njemačke predstavnike i novinare, te je Jasenovac nazvao “logorom najgore vrste, usporedivim s Danteovim paklom”, a i logoraši poput Milka Riffera u svojim svjedočanstvima opisuju kako su se ustaše pripremale za takve najavljene inspekcije. Slične, unaprijed najavljene posjete Crvenog križa nacističkim koncentracijskim logorima, također bi često završile pohvalama Crvenog križa kako su Židovi u logorima bolje tretirani nego civili van logora.
Već u ožujku 1943. godine njemački predstavnik u NDH, general Edmund Glaise von Horstenau iznosi da je u NDH »Do sada ubijeno oko 250.000 Srba (prema srpskim tvrdnjama 700.000, prema hrvatskim tvrdnjama 500.000).« Povjesničar Jozo Tomasevich navodi da je »Glaise bio vrlo dobro obaviješten i vjerojatno je jedan od najobjektivnijih izvora o događajima u NDH«. Već su u to vrijeme postojale znatno više procjene. Tako u kolovozu 1943. godine njemački general Lothar Rendulic koji je s novopristiglim postrojbama Wehrmachta preuzimao kontrolu nad područjem NDH postavlja pitanje kako je moglo biti u NDH pobijeno čak pola milijuna Srba – na što mu visoki ustaški časnik odgovara: »Pola milijuna je klevetnička optužba; ta brojka nije veća od 200.000.«.
Njemačka Sigurnosna služba, Sicherheitsdienst, prosinca 1943. izvijestila je iz Zagreba da je Vjekoslav Luburić kao zapovjednik svih sabirnih logora u NDH odgovoran za 120.000 žrtvi u Jasenovcu, 80.000 u Staroj Gradiški i 20.000 u drugim logorima. Dužnosnik SS-a Ernst Fick, piše u ožujku 1944. god. u izvješću Himmleru da je u ustaškim sabirnim logorima ubijeno između 600 i 700 tisuća ljudi.
Njemačko korištenje podatka o izrazito visokom broju pobijenih Srba – znatno većem nego što demografi smatraju mogućim – je, prema mišljenju Joze Tomasevicha, vrlo vjerojatno predstavljalo »svjesno pretjerivanje«. Nijemci i Talijani poticali su glasine o velikom broju srpskih žrtava koje su počinile ustaše kako bi izazvali još više neprijateljstava između Srba i Hrvata te se oni stoga ne bi ujedinili u oružanom otporu protiv okupacijskih snaga. Nijemci su takve procjene posebno koristili u okupiranoj Srbiji kako bi Srbe uvjerili u potrebu da se suzdrže od oružane borbe protiv okupacijskog režima jer bi to moglo ugroziti biološki opstanak srpskoga naroda. Također su htjeli održati mir i red u NDH iz vojnih i ekonomskih razloga. Naspram toga, talijanski fašisti su pokušavali iskoristiti Srbe u NDH kao protutežu Hrvatima te da bi destabilizirali ustaški režim. Do studenoga 1941. širili su glasine u onim dijelovima koje su Talijani pripojili i u onima koje su ponovno zauzeli da su »Ustaše do sada već ubile pola milijuna Srba.«
Njemački obavještajac, Arthur Haeffner, je zapisao da su se brojni njemački vojni i diplomatski predstavnici zgražali nad »zločinačkim grozotama« masovnih ustaških zločina. Tomasevich smatra da su von Horstenauove procjene od 250.000 srpskih žrtava u NDH do 3. ožujka 1943. najbliže istini (i kasnijim procjenama Žerjavića), te da su ustaše sprovodile genocidnu politiku nad Srbima, politiku koja potpaljivala partizanski otpor, zbog čega su von Horstenau, Siegfried Kasche i drugi njemački visoki zvaničnici i časnici prosvjedovali protiv ustaškog terora nad Srbima, te pritisnuli Pavelića da smjeni Didu Kvaternika, pod čijom upravom je bio i Jasenovac.